# Águas Mornas
Águas Mornas là một đô thị thuộc bang Santa Catarina, Brasil. Đô thị này có diện tích 360,7 km², dân số năm 2007 là 5140 người, mật độ 14,2 người/km².
Đô thị này nằm vĩ độ 27 º 41'38 "nam và kinh độ 48 º 49'25" tây, với độ cao 70 mét (trụ sở cơ quan chính quyền), có diện tích 360,757 km ². Du lịch là ngành kinh tế chủ yếu của khu vực này. Đô thị được biết đến với các suối khoáng nóng thu hút hàng ngàn khách du lịch trong hồ bơi của họ với nước ở 39 °C quanh năm.